# Leucauge roseosignata
Leucauge roseosignata är en spindelart som beskrevs av Cândido Firmino de Mello-Leitão 1943. 
Leucauge roseosignata ingår i släktet Leucauge och familjen käkspindlar. Inga underarter finns listade i Catalogue of Life.